# Christian Ehrenfried von Weigel

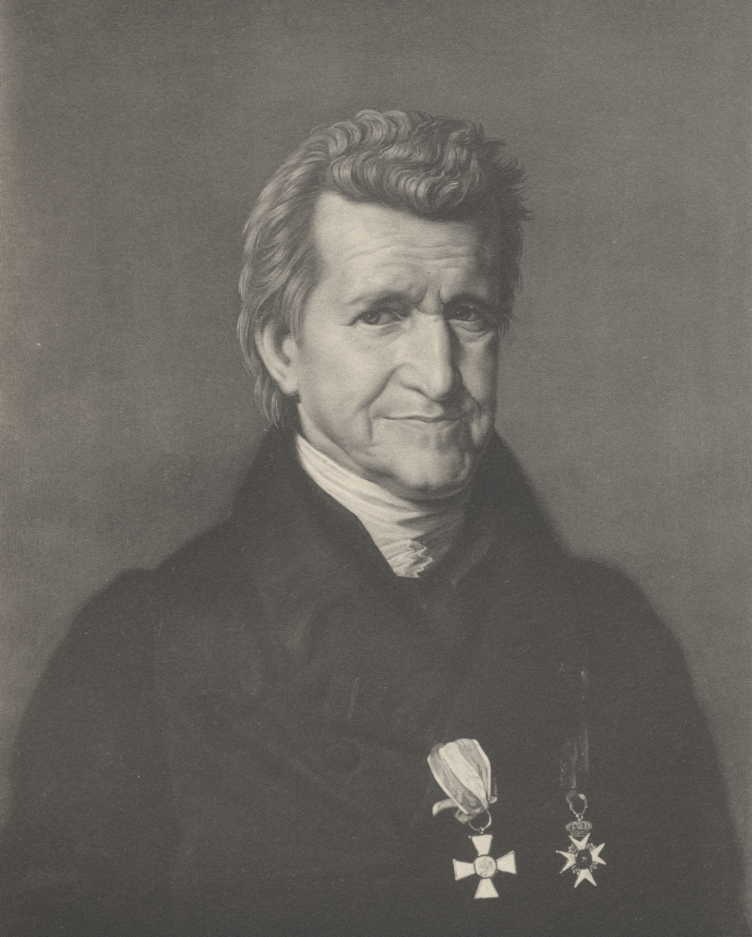
Christian Ehrenfried von Weigel im Jahre 1831

Christian Ehrenfried Weigel, seit 1806 von Weigel (* 24. Mai 1748 in Stralsund; † 8. August 1831 in Greifswald), war ein deutscher und schwedischer Mediziner, Botaniker und Chemiker. Sein offizielles botanisches Autorenkürzel lautet „Weigel“.

## Leben
Christian Ehrenfried Weigel war ein Sohn des Stralsunder Stadtphysikus Bernhard Nicolaus Weigel (1721–1801) und der Maria Ilsabe Charisius, Tochter des Stadtsekretärs Carl Christian Charisius. Er wurde von seinen Eltern und Privatlehrern unterrichtet. 1764 begann er ein Studium an der Universität Greifswald. Daneben betrieb er private naturwissenschaftliche und medizinische Studien und begleitete seinen Vater zu Krankenbesuchen, Operationen, Obduktionen und Visitationen von Apotheken.
1769 ging er an die Universität Göttingen, wo er 1771 bei Johann Christian Polycarp Erxleben zum Doktor der Medizin promoviert wurde. In Greifswald wurde er 1772 Privatdozent für Botanik und Mineralogie. Im folgenden Jahr wurde er Adjunkt der Medizinischen Fakultät sowie Aufseher des Botanischen Gartens und der Akademischen Naturaliensammlung. Er gab 1774 das Buch über das Lötrohr von Gustaf von Engeström in deutscher Übersetzung heraus.
Am 11. Mai 1775 wurde Weigel ordentlicher Professor für Medizin, Chemie und Pharmazie an der Universität Greifswald. Er wurde 1776 an der Philosophischen Fakultät zum Doktor der Philosophie und Magister der freien Künste promoviert. Er war zwischen 1778 und 1804 mehrmals Dekan der Medizinischen Fakultät sowie 1787 und 1802 Rektor der Hochschule. 1780 wurde er Assessor des Königlichen Gesundheits-Kollegiums in Greifswald und 1794 dessen Direktor. 1795 wurde er zum Königlich-schwedischen Archiater ernannt. Er wurde 1798 Mitglied des Königlich-schwedischen Medizin-Kollegiums in Stockholm. 1825 ließ er sich teilweise, 1826 endgültig von seinen Tätigkeiten an der Universität und dem Gesundheits-Kollegium entbinden.
Am 18. Juli 1806 wurde er von Kaiser Franz II. in den Adelsstand erhoben und nannte sich von da an von Weigel.
Weigel entwickelte unter anderem den Gegenstromkühler (1771), der später von Justus Liebig weiterentwickelt als Liebigkühler bekannt wurde. Zudem ist die Gattung Weigela nach ihm benannt.

## Auszeichnungen und Mitgliedschaften
- Nach ihm benannt sind die Pflanzengattungen Weigela Thunb. und Weigelastrum Nakai aus der Familie der Geißblattgewächse (Caprifoliaceae).[2]
- 1773: Mitglied der Physiographischen Gesellschaft in Lund
- 1777: Mitglied der Akademie gemeinnütziger Wissenschaften zu Erfurt
- 1777: Ehrenmitglieder der Gesellschaft Naturforschender Freunde zu Berlin
- 1780: Mitglied der Naturforschenden Gesellschaft zu Halle (Saale)
- 1788: Mitglied der Societät der Bergbaukunde
- 1790: Mitglied der Leopoldina (Beiname: Zosimus IV.)
- 1792: Mitglied der Königlich Schwedischen Akademie der Wissenschaften
- 1797: Ehrenmitglied der Sydenham-Gesellschaft zu Halle
- 1798: Ehrenmitglied der Jenaischen Mineralogischen Societät
- 1799: Ehrenmitglied der Naturforschenden Gesellschaft Westfalens in Brockhausen
- 1811: Ehrenmitglied des Königlichen Medizin-Kollegiums in Stockholm
- 1813: Mitglied der Schwedischen Gesellschaft der Ärzte
- 1814: Ritter des Nordstern-Ordens
- 1821: Ritter des Roten Adlerordens 3. Klasse
- 1821: Ehrenmitglied der Großherzoglichen Societät für die gesammte Mineralogie in Jena
- 1821: Ehrenmitglied der Kaiserlichen Pharmazeutischen Gesellschaft in St. Petersburg

## Werke
- Flora Pomerano-Rugica. Gottl. Aug. Lange, Berolini Stralsundia et Lipsiae 1769 (Digitalisat)
- Observationes Chemicae et Mineralogicae. Goettingae 1771 (Digitalisat)
- Observationes Botanicae. Gryphia 1772 (Digitalisat)
- Der Physischen Chemie Zweiter Teil, Dritte und vierte Abtheilung. Leipzig 1776 (Digitalisat)
- Versuch einer Krystallographie. Greifswald 1777 (Digitalisat)
- Grundriß der reinen und angewandten Chemie. Erster Band, Greifswald 1777 (Digitalisat)
- Anfangsgründe der theoretischen und Practischen Chemie. Zweiter Band, Leipzig 1780 (Digitalisat)
- Herrn Gustav von Engström's Beschreibung eines mineralogischen Taschenlaboratorium und insbesondere des Nutzens des Blaserohrs in der Mineralogie. 2. Auflage, Greifswald 1782 (Digitalisat)
- Jean Paul Marat: Physische Untersuchungen über das Feuer. Aus dem Französischen von C.F. Weigel. Leipzig 1782 (Digitalisat)
- Gegengifte des Arseniks, giftigen Sublimats, Spangrüns und Bleies. Zweiter Band, Greifswald 1782 (Digitalisat)
- Entdeckungen über das Licht. Leipzig 1783 (Digitalisat)
- Physische Untersuchungen über die Elektricität. Leipzig 1784 (Digitalisat)
- Christian Ehrenfried Weigel, Torbern Bergman, Henrik Teofilus Scheffer: Herrn H. T. Scheffer vormaligen Directors und Mitgliedes der Königlichen Akademie der Wissenschaften Chemische Vorlesungen, über die Salze, Erdarten, Wässer, entzündliche Körper, Metalle und das Färben. 2. Auflage. Röse, Greifswald 1789, urn:nbn:de:bvb:12-bsb10073717-7.
- Einleitung zu allgemeinen Scheidekunst. Zweites Stück, Leipzig 1790 (Digitalisat)
- Magazin für Freunde der Naturlehre und Naturgeschichte, Scheidekunst, Land- und Stadtwirtschaft, Volks- und Staatsarznei. Vierter Band, Erstes Stück, Greifswald 1796 (Digitalisat)